# 豊丘村立豊丘中学校
豊丘村立豊丘中学校（とよおかそんりつとよおかちゅうがっこう）は長野県下伊那郡豊丘村にある中学校である。

## 沿革
- 1947年（昭和22年）
  - 4月7日 - 河野中学校開校式
  - 4月8日 - 神稲中学校開校式
- 1955年（昭和30年）4月1日 - 豊丘北中学校、豊丘南中学校と改称する
- 1958年（昭和33年）4月1日 - 豊丘中学校開校式
- 1986年（昭和61年）7月18日 - 第二、第三校舎取り壊し開始
- 1987年（昭和62年）1月27日 - 第二、第三校舎完成
- 1988年（昭和63年）
  - 7月15日 - 酒井浩文選手　ソウルオリンピック競歩出場壮行式
  - 7月30日 - 本校舎改修工事開始（完成8月30日）
  - 10月28日 - 開校30周年記念式典
- 1993年（平成5年）8月3日 - 富士市吉原三中交流会開始
- 2000年（平成12年）3月27日 - 新体育館起工式（完成12月9日）
- 2005年（平成17年）
  - 2月24日 - 冬季スペシャルオリンピックスメキシコ選手団歓迎会
  - 3月11日 - 旧校舎から仮設校舎への移転作業（3月13日まで）
- 2006年（平成18年）
  - 3月31日 - 本校舎完成
  - 5月13日 - 新校舎竣工式

## 学校目標
高志生輝丘
- ゆたかさ……ものの命や人を大切にし、感性の豊かな生徒

- たしかさ……真理を求め、秩序を重んじ、人の話を聴く生徒

- たくましさ…粘り強くやりぬく体力と実践力・創造力のある生徒

- つつましさ…礼儀正しく、敬愛の精神と奉仕の心に富んだ生徒

## 交通
- 最寄り駅「市田駅」から約1.9km 徒歩で約24分
- 最寄りバス停「中学入口」から約336m 徒歩で約4分

## 文化祭
文化祭は輝丘祭と称する。